# Zuidoost-Limburgs

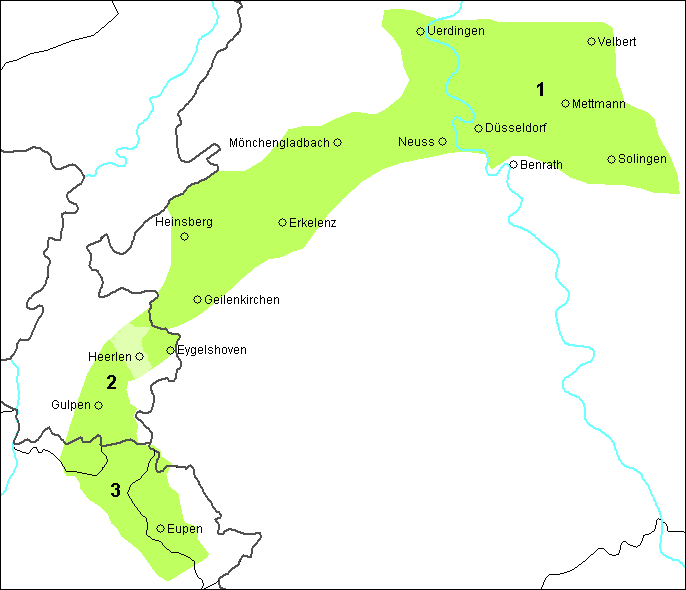
Het Oost-Limburgs-Ripuarisch dialectgebied volgens Goossens.
Subdialecten: 1. Bergisch, 2. Zuidoost-Limburgs, 3. Platdiets

Zuidoost-Limburgs (ook wel Oostelijk Zuid-Limburgs genoemd) is een van de ondervormen van het Limburgs volgens de indeling van het Woordenboek van de Limburgse Dialecten (WLD).

## Kenmerken
Deze groep dialecten bevat kenmerken van zowel de Duitse als de Nederlandse standaardtaal en, specifieker, kenmerken van zowel de Limburgse als de Ripuarische streektaal. Het Keuls, dat door zijn historisch dominante positie in het taallandschap vaak als de belangrijkste variant van het Ripuarisch wordt gezien, vertoont veel overeenkomsten met het Zuidoost-Limburgs. In tegendeel tot veel andere dialectcontinua, wordt het Zuidoost-Limburgs niet aan de Duitse kant van de grens gesproken. Dit laat zien dat het Zuidoost-Limburgs al langer beïnvloed wordt door het Nederlands.
Typerend voor het Zuidoost-Limburgs is dat bepaalde lidwoorden, net als in het Ripuarisch, een onderscheid maken tussen het mannelijk (d'r man) en het vrouwelijk (de vrouw), terwijl de meeste varianten van het Limburgs dit onderscheid alleen maken bij het onbepaald lidwoord (’n vrouw, ’ne man). Aan de andere kant wordt in Zuidoost-Limburgse dialecten nog wel de Limburgse zachte g aan het begin van een woord gebruikt (zoals gans good voor "zeer goed"), terwijl deze in het Ripuarisch wordt vervangen door een "j" (jans jot).
In het Zuidoost-Limburgs bestaan, net zoals in het Ripuarisch, de werkwoorden han ‘hebben’ en zage ‘zeggen’. In de meer westelijke Limburgse dialecten zijn dit höbbe' en zègke. 
De Zuidoost-Limburgse dialecten hebben in het algemeen niet de Hoogduitse klankverschuiving ondergaan. Een uitzondering daarop is alles wat op -lig eindigt, zoals: gemekkelig ‘gemakkelijk’, behuurlig ‘behoorlijk’ en ierlig ‘eerlijk’.

## Geografische spreiding
Zuidoost-Limburgs wordt voornamelijk gesproken in Nederlands Limburg, maar ook op sommige plekken in de Voerstreek van de gelijknamige Belgische provincie en in een aantal aangrenzende plekken in de provincie Luik, waar het Platdiets wordt genoemd.

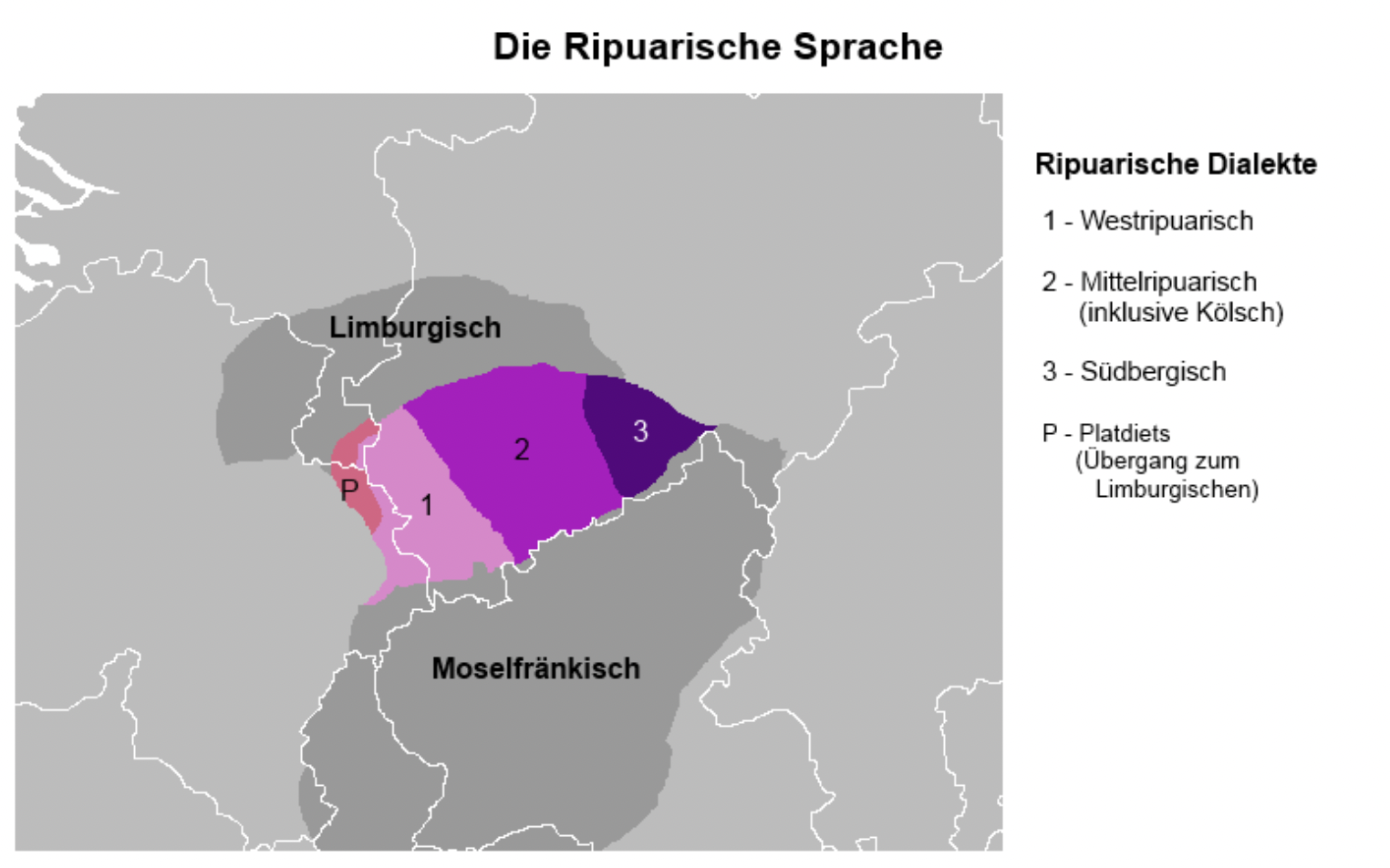
Platdiets of Zuidoost-Limburgs
West-Ripuarisch
Centraal-Ripuarisch
Oost-Ripuarisch

.